# Aglyptodactylus securifer
Aglyptodactylus securifer is een kikker uit de familie gouden kikkers (Mantellidae). De soort werd voor het eerst wetenschappelijk beschreven door Frank Glaw, Miguel Vences en Wolfgang Böhme in 1998. De soort behoort tot het geslacht Aglyptodactylus.

## Leefgebied
De kikker komt voor in Afrika en is endemisch in Madagaskar. De soort komt voor in het westen en oosten van het eiland en leeft op een hoogte tot ongeveer 300 meter boven zeeniveau. De soort komt voor in de droge loofbossen van Madagaskar, in het bijzonder in het Kirindy Forest. Ook is de soort te vinden op het schiereiland Sahamalaza en in het natuurreservaat Tsingy de Bemaraha.